# Église de Kymi
L'église de Kymi (en finnois : Kymin kirkko) est une église située dans le quartier de Helilä à Kotka en Finlande. 

## Description
L'église en pierre est construite sous la direction de Carl Ludvig Engel en 1850. En 1851, elle est baptisée Église de Saint-Jean.
Le retable peint par Berndt Godenhjelm en 1865 représente le mont des Oliviers. 
L'orgue à 43 jeux est de la fabrique d'orgue Bruno Christensen & Sonner et date de 1991. 
La maison paroissiale a été conçue par Ilmari Launis et construite en 1929.

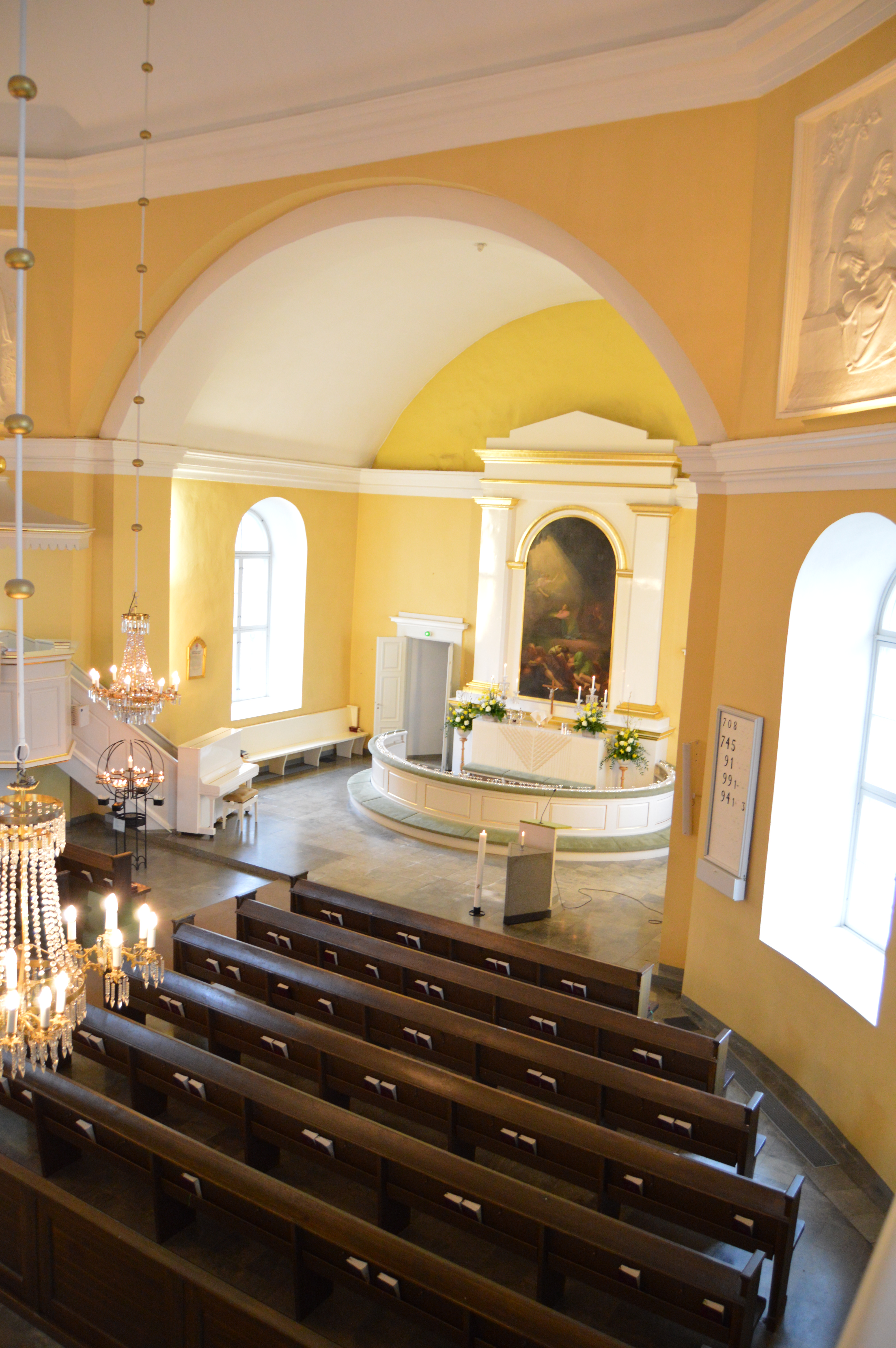
L'autel.